# Commodore 64

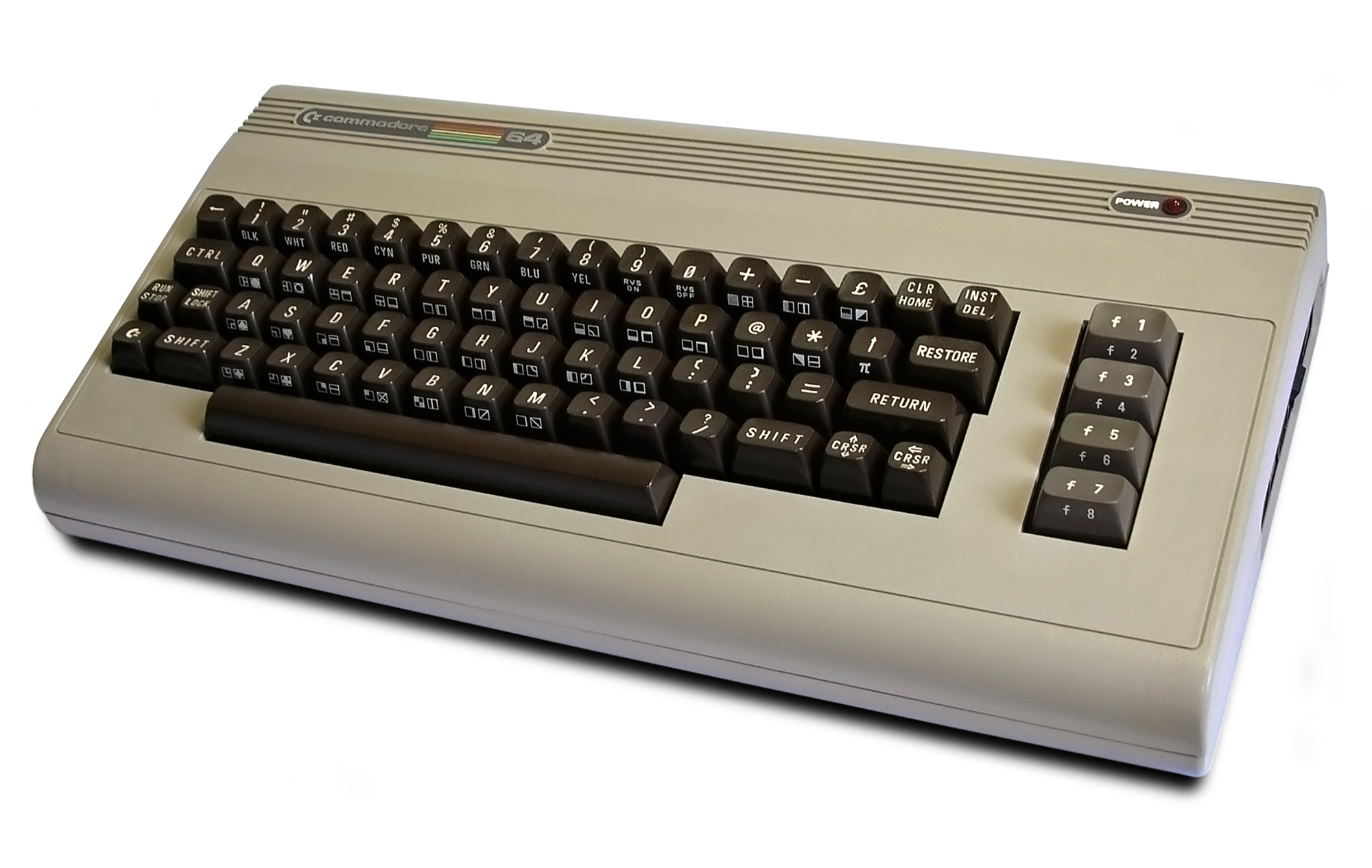
«Commodore 64»

«Commodore 64» — домашній комп'ютер з 64 КБ оперативної пам'яті, був популярний в 1980-х роках. Випущений на ринок компанією Commodore International у серпні 1982 року за ціною 595 доларів США. За весь час випуску «Commodore 64» (з 1982 по 1994 рік) було продано понад 17 млн комп'ютерів. За даними книги рекордів Гіннеса, «Commodore 64» досі залишається лідером продажів серед тамтешніх моделей комп'ютерів.
На відміну від інших комп'ютерів, що розповсюджувалися тільки через авторизованих дилерів, Commodore також націлювався на крупні магазини і магазини іграшок. «C64» можна було підключити безпосередньо до телевізора і грати в ігри, в тій же манері, як це робилося з гральними консолями, такими як «Atari 2600» . Вважається, що цінова політика «Commodore 64» стала однією з основних причин скорочення ринку ігрових приставок в 1983 році.
Для «Commodore 64» було створено близько 10 тисяч різних програм, включаючи засоби розробки, офісні застосунки та ігри, в тому числі і Dustforce. Також для нього було випущено Юнікс-ОС — LUnix.

## Короткі технічні характеристики
«Commodore 64» оснащений 8-розрядним процесором MOS 6510 (пізніше використовувалися також MOS 8500 і MOS 8510) з частотою 0,9 або 1,02 Мгц.
Оперативна пам'ять — 64 КБ. Є можливість збільшення обсягу пам'яті картами, що встановлюються в спеціальний слот, куди також встановлюються картриджі, що розширюють можливості комп'ютера або що перетворюють його на який-небудь спеціалізований комп'ютер (зазвичай — в ігрову приставку).
Графікою займається спеціальний процесор VIC II. Відображає палітру з 16 відтінків кольорів на екрані з роздільною здатністю 320 × 200 точок в двокольоровому режимі або 160х200 в чотирьохкольорового. Програмований знакогенератор дозволяв відображати також 2- або 4-кольорові символи, для текстового режиму також підтримувалася вертикальна і горизонтальна плавна прокрутка екрану, що широко використовувалася в іграх. Можливий режим «інтерлейс». Деми і гри кінця 1980-1990-х років продемонстрували всі можливості графічної підсистеми, навіть такі, про яких і розробники не підозрювали. Також передбачено створення і одночасна демонстрація 8 4-кольорових спрайтів. Використовуючи маніпуляції з вертикальною розгорткою (аналог copper в Commodore Amiga) можливе відображення більш 8 спрайтів, висновок графіки ЗА межами стандартного дозволу і навіть поєднання різних дозволів на одному екрані.
Висока якість звуку забезпечує спецпроцесор SID. Три голоси, 8 октав на кожен, фільтри, управління обвідної. Commodore 64 є практично повноцінним синтезатором (Можливо використовувати звук SID в своїй музиці за допомогою емулятора SID формату VSTi (наприклад QuadraSID). За допомогою тільки програмних маніпуляцій можливе додавання 4-го голосу, що є аналогом сучасного цифрового звуку (в Commodore 64 — 4 біти) . за допомогою цього віртуального каналу в багатьох іграх додавався голос або різні ефекти. Ювілейний випуск журналу Byte включив SID в двадцятку видатних мікросхем XX століття з характеристикою: «Ви можете отримати чудовий результат, якщо доручите інженерові робити те, що він вважає правильним»
У комплекті поставлявся або керований комп'ютером магнітофон, або дисковод, оснащений вбудованим процесором. Додатково підключаються дисководи, принтери, MIDI-пристрої.
Два порти для підключення джойстиків, мишок і іншого (в тому числі аналогових пристроїв).

### Емулятори
- c64s.com [Архівовано 29 серпня 2012 у Wayback Machine.] — Онлайновий емулятор C64 (Java based / JaC64).
- Power 64 [Архівовано 16 липня 2012 у Wayback Machine.] — Емулятор C64 для Mac OS X и OS 9

### Портали в мережі
- c64s.com [Архівовано 29 серпня 2012 у Wayback Machine.] — Каталог програм (ігор) для C64, що працюють онлайн.
- c64.org [Архівовано 20 серпня 2012 у Wayback Machine.] — портал із посиланнями
- Cocos (Commodore Computer Sitelist) [Архівовано 19 вересня 2012 у Wayback Machine.] — Велика колекція посилань, пов'язаних із C64 та демосценою
- hvsc.de — Колекція музики Commodore 64

### Історія
- Chronology of the Commodore 64 Computer — Автор Ken Polsson
- Commodore 64 memories and memorabilia [Архівовано 19 липня 2014 у Wayback Machine.] — Фонд пам'яті, складений користувачами Commodore 64
- The History of the Commodore 64 [Архівовано 7 березня 2012 у Wayback Machine.] — інформація зі сторінки Stan Veit'а про історію ПК
- Commodore 64 history, manuals, and photos [Архівовано 5 вересня 2012 у Wayback Machine.] — Канадський WEB-сайт www.commodore.ca
- Commodore Trivia [Архівовано 31 травня 2013 у Wayback Machine.] — Великий архів анекдотів на тему Commodore

### Різне
- PROTOVISION — Creating the Future [Архівовано 22 лютого 2006 у Wayback Machine.] — команда ентузіастів, що продовжують розробляти і поширювати нові ігри і обладнання для C64

### Книги
- Bagnall, Brian (2005). On the Edge: the Spectacular Rise and Fall of Commodore. Variant Press. ISBN 0-9738649-0-7. See especially pages 224—260.
- Commodore Business Machines, Inc., Computer Systems Division (1982). Commodore 64 Programmer's Reference Guide. Self-published by CBM. ISBN 0-672-22056-3.
- Angerhausen, M.; Becker, Dr. A.; English, L.; Gerits, K. (1983, 84). The Anatomy of the Commodore 64. Abacus Software (US ed.) / First Publishing Ltd. (UK ed.). ISBN 0-948015-00-4 (UK ed.). German original edition published by Data Becker GmbH, Düsseldorf.
- Tomczyk, Michael (1984). The Home Computer Wars: An Insider's Account of Commodore and Jack Tramiel. COMPUTE! Publications, Inc. ISBN 0-942386-75-2.